# Angelo Minghetti
Angelo Minghetti (Bolonya, 1889 - Milà, 1957) fou un tenor italià.
Malgrat una trajectòria relativament breu, que amb prou feines superà les dues dècades, Minghetti va deixar una empremta notable com a tenor spinto de gran carisma. Va gaudir d’una gran acceptació fora de les fronteres italianes, amb una presència destacada a escenaris com el Covent Garden, Chicago i Buenos Aires. Va rebre formació vocal a Bolonya amb mestres com Bellucci, Lari, Tenaglia i Emilia Corsi. El seu debut tingué lloc el 1911, però no va ser fins al 1920 que assolí notorietat al Teatro Massimo de Palerm, encarnant Ruggero a La rondine de Puccini.
Entre 1922 i 1924 va formar part del repartiment habitual de l’òpera de Chicago, on interpretà rols com el duc de Rigoletto, Rodolfo, Pinkerton, Faust i Leopold a La Juive. El 1922 estrenà a Nàpols l’òpera La Flaminga de Donaudy i, un any després, portà La donzella de neu per primer cop als escenaris italians. També el 1923 debutà a La Scala amb el paper de Rodolfo i hi tornaria regularment entre 1925 i 1935. Altres estrenes destacades del seu repertori foren La Maggiolata Veneziana de Rito Selvaggi el 1929 i La fiamma de Respighi el 1934. Va actuar com a artista convidat en teatres importants de ciutats com Verona, Berlín, Montecarlo, Rio de Janeiro i Florència. Cap al final de la dècada de 1930, va abandonar l’escena a causa del desgast vocal.
La Temporada 1929-1930 va cantar al Gran Teatre del Liceu de Barcelona.